# مارینا اراکوویچ
 مارینا اراکوویچ (کرواتی: Marina Eraković؛ زادهٔ ۶ مارس ۱۹۸۸) یک تنیس‌باز اهل نیوزیلند است.